# Académie les Neuf
L'Académie les Neuf (suédois : Samfundet De Nio) est une académie littéraire suédoise dont l'objet est de promouvoir la littérature, la paix et les droits de la femme. Elle a été créée le 14 février 1913 à Stockholm sur la base du testament de la femme de lettres Lotten von Kræmer, décédée l'année précédente.
L'académie est composée de neuf membres nommés à vie mais à qui il est permis de démissionner. Quatre des sièges sont réservés à des femmes, et quatre autres à des hommes. Le siège nº1, celui de président, est occupé alternativement par une femme et par un homme.
L'académie décerne chaque année un certain nombre de prix littéraires, en particulier le grand prix des Neuf qui existe depuis 1916 et est actuellement (2012) doté de 300 000 couronnes.